# Moa Bergsjö
Moa Bergsjö är en sjö i Laxå kommun i Västergötland och ingår i Motala ströms huvudavrinningsområde. Sjöns area är 0,003 kvadratkilometer och den befinner sig 169,2 meter över havet.